# Ipisoma coleoptratum
Ipisoma coleoptratum är en kackerlacksart som beskrevs av Bolívar 1893. Ipisoma coleoptratum ingår i släktet Ipisoma och familjen Polyphagidae. Inga underarter finns listade i Catalogue of Life.